# Tyrese Asante
Tyrese Asante (L'Aia, 9 aprile 2002) è un calciatore olandese, difensore del Maccabi Tel Aviv.

## Carriera

### Club
È cresciuto nel settore giovanile del Quick Den Haag, con cui ha debuttato in Derde Divisie nella stagione 2020-2021. Successivamente è stato acquistato dall'ADO Den Haag con cui ha esordito a livello professionistico l'8 agosto 2021 nell'incontro di Eerste Divisie vinto 2-0 contro lo Jong Ajax. Ha segnato il suo primo gol il 30 settembre dell'anno successivo, nella partita casalinga persa 3-1 contro il Jong PSV.
L'8 luglio 2024 è stato acquistato a titolo definitivo dal Maccabi Tel Aviv, club della prima divisione israeliana.

### Nazionale
Ha giocato con la nazionale olandese Under-21.

## Statistiche

### Presenze e reti nei club
Statistiche aggiornate al 24 gennaio 2025.
| Stagione            | Squadra             | Campionato          | Campionato | Campionato | Coppe nazionali | Coppe nazionali | Coppe nazionali | Coppe continentali | Coppe continentali | Coppe continentali | Altre coppe | Altre coppe | Altre coppe | Totale | Totale | Totale |
| Stagione            | Squadra             | Comp                | Pres       | Reti       | Comp            | Pres            | Reti            | Comp               | Pres               | Reti               | Comp        | Pres        | Reti        | Pres   | Reti   |        |
| ------------------- | ------------------- | ------------------- | ---------- | ---------- | --------------- | --------------- | --------------- | ------------------ | ------------------ | ------------------ | ----------- | ----------- | ----------- | ------ | ------ | ------ |
| 2020-2021           | Quick Den Haag      | DD                  | 5          | 0          | CO              | 1               | 0               | -                  | -                  | -                  | -           | -           | -           | 6      | 0      |        |
| 2021-2022           | ADO Den Haag        | 1D                  | 24+5       | 0          | CO              | 1               | 0               | -                  | -                  | -                  | -           | -           | -           | 30     | 0      |        |
| 2022-2023           | ADO Den Haag        | 1D                  | 34         | 3          | CO              | 3               | 0               | -                  | -                  | -                  | -           | -           | -           | 37     | 3      |        |
| 2023-2024           | ADO Den Haag        | 1D                  | 26+4       | 0          | CO              | 2               | 0               | -                  | -                  | -                  | -           | -           | -           | 32     | 0      |        |
| Totale ADO Den Haag | Totale ADO Den Haag | Totale ADO Den Haag | 93         | 3          |                 | 6               | 0               |                    | -                  | -                  |             | -           | -           | 99     | 3      |        |
| 2024-2025           | Maccabi Tel Aviv    | LHA                 | 13         | 0          | CI+TC           | 2+1             | 0               | UCL+UEL            | 2+8                | 0                  | SI          | 1           | 0           | 27     | 0      |        |
| Totale carriera     | Totale carriera     | Totale carriera     | 106        | 3          |                 | 10              | 0               |                    | 10                 | 0                  |             | 1           | 0           | 127    | 3      |        |